# Paralomis haigae
Paralomis haigae is een tienpotigensoort uit de familie van de Lithodidae. De wetenschappelijke naam van de soort is voor het eerst geldig gepubliceerd in 1976 door Eldredge.